# Historia del periodismo en Paraguay
La historia del periodismo en Paraguay se caracteriza por una evolución marcada por la lucha por la libertad de expresión y la resistencia a las diversas formas de censura, muchas veces en contextos de dictaduras o gobiernos autoritarios.
En el Paraguay contemporáneo, el periodismo sigue enfrentando desafíos relacionados con la concentración de los medios de comunicación, que está en manos de pocos grupos empresariales. Las amenazas contra la libertad de prensa y la seguridad de los periodistas persisten, manifestándose con el asesinato de algunos periodistas y la violencia continua a los medios de comunicación.

## Época colonial
En tiempos coloniales, el Paraguay vivía una prolongada era de pobreza e incomunicación. Su pueblo carecía de la elemental ilustración como para interpretar el sentido de las parcas noticias que llegaban del exterior. No conocía mayores razones que pudieran estimular su espíritu para oponerse a las ataduras impuestas por las disciplinas de la Corona, del Virrey y del Gobernador.
El ciudadano común vivía ajeno por completo a los cambios políticos y económicos que amenazaban sacudir las antiguas estructuras sociales. Las propias autoridades provinciales accedían a esas preocupantes novedades con mucho atraso. Ante tales ocurrencias y para evitar la difusión de las mismas se recurrió a un férreo control. No podía permitirse el ingreso de publicaciones extranjeras que propalaran ideas revolucionarias de libertad y emancipación.

## Época de la dictadura

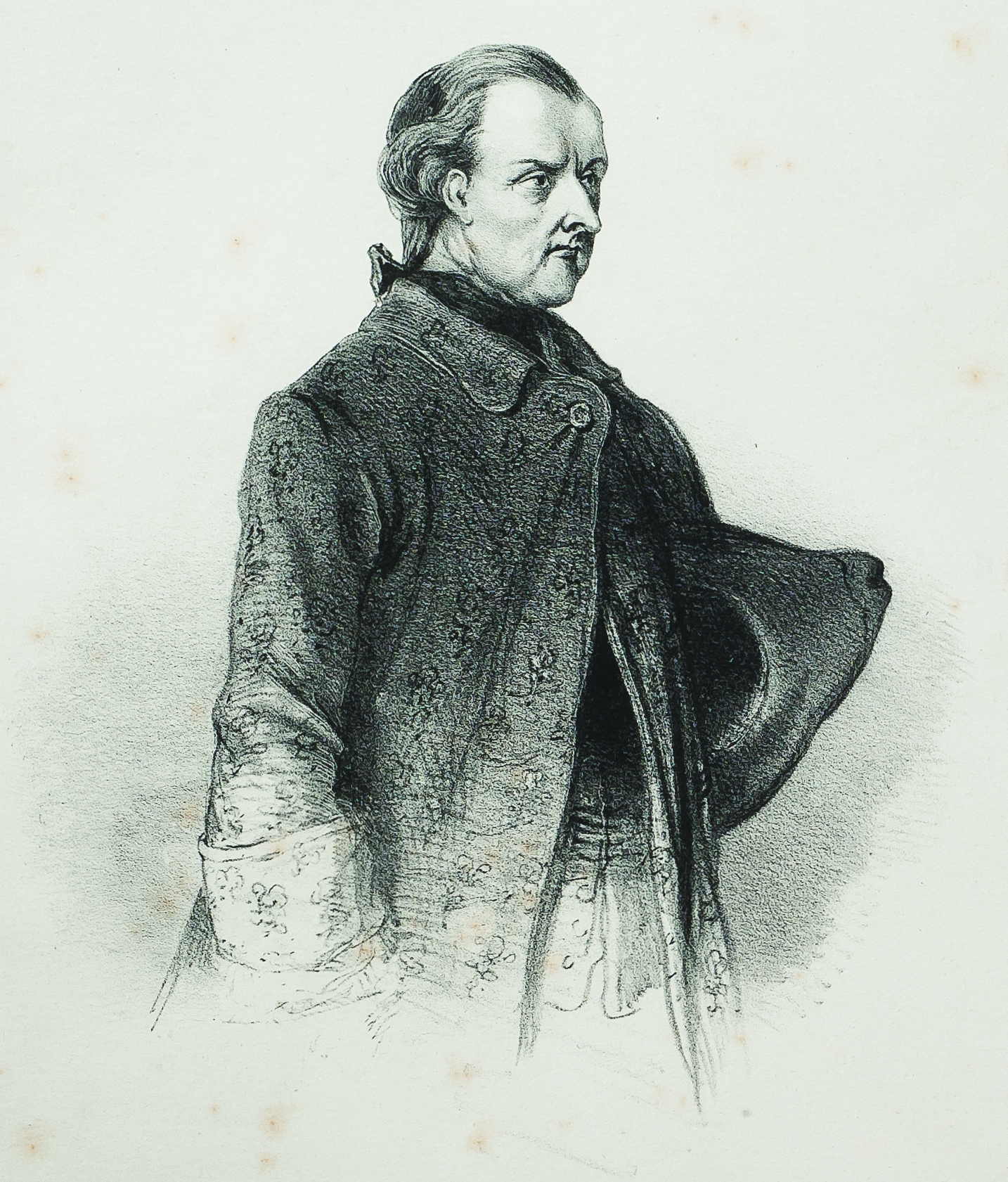
Gaspar Rodríguez de Francia.

Producida la independencia y una vez implantada la dictadura de Gaspar Rodríguez de Francia, éste ordenó redoblar la vigilancia en los puestos de frontera. Los esporádicos viajeros que llegaban al Paraguay eran sometidos a un rígido control para evitar la introducción al país de correspondencia o periódicos que pudieran soliviantar los espíritus populares. Toda clase de documentación como cartas, gacetas o libros era secuestrada y remitida al despacho del Supremo para su evaluación.
Así también en Asunción y demás pueblos estaba vedada la circulación de cualquier tipo de comunicación escrita sin el aval del dictador.

## Nacimiento del periodismo
Producido el deceso de Rodríguez de Francia e instaurado el primer presidente Carlos Antonio López en 1844, se dio a conocer la ley de administración pública que permitía una apertura controlada y vigilada. Se dejaron las puertas libres al comercio extranjero facilitando el ingreso disimulado de noticias y correspondencia.
Cuando la campaña periodística ejercida desde el Río de la Plata contra la política del gobierno del Paraguay se hizo intensa, don Carlos se vio en la obligación de acallar dichas noticias y difundir otras que respondieran a su percepción personal. La política rioplatense se había tornado amenazante y compleja, por tanto, era necesario que el pueblo, los subalternos y los agentes de gobierno en el extranjero estuvieran impuestos de la realidad.

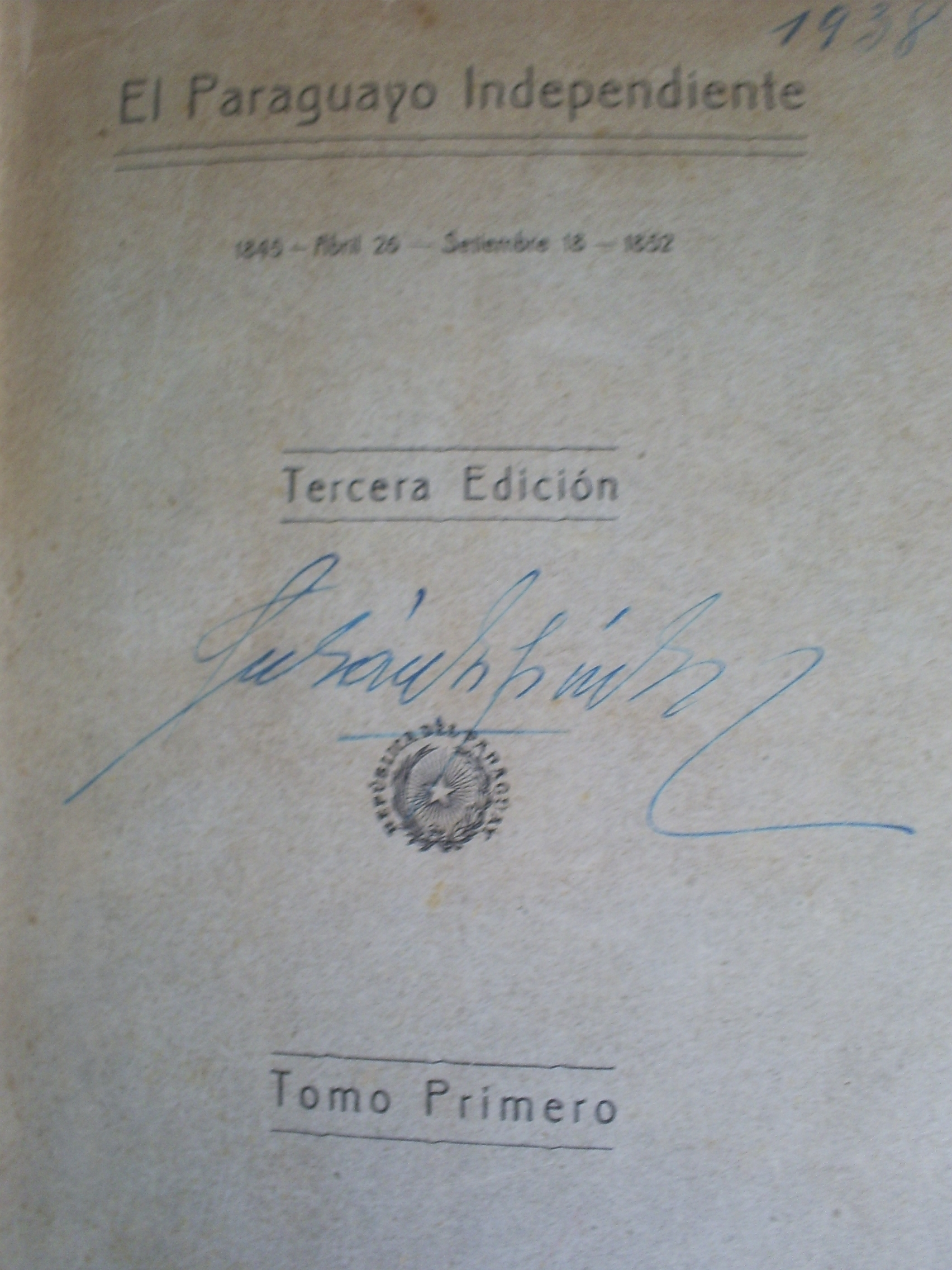
Paraguayo Independiente.

En 1844, el presidente Carlos Antonio López anunció que “en breve se abrirá el primer establecimiento de una imprenta”.
En 1845, en una máquina impresora adquirida en Río de Janeiro por Juan Andrés Gelly, se imprimió la primera edición de “El Paraguayo Independiente” que duró desde el 26 de abril de ese año hasta el 18 de septiembre de 1852. La publicación respondía al esfuerzo por obtener el reconocimiento de la independencia nacional. Los artículos eran redactados por el propio presidente. Conseguido el objetivo, perdió su razón de ser. Fueron publicados en total 118 ediciones.

## Los distintos periódicos
El 21 de mayo de 1853 lo remplazó otro órgano, “El Semanario de Avisos y conocimientos Útiles” hebdomadario, inicialmente de ocho páginas, cuyo director fue Juan Andrés Gelly, antiguo colaborador del primer periódico. El Semanario anunció la suspensión de actividades el 2 de febrero de 1856 por enfermedad de su redactor.
Reapareció el 7 de noviembre de 1857, con el número 191 bajo la dirección del español Ildefonso Antonio Bermejo (1820-1882) quien lo editó hasta su retorno a España en 1863. Bermejo fue reemplazado por Natalicio Talavera y más tarde por Gumercindo Benítez.
A pesar de la falta de papel durante el curso de la guerra “El Semanario” siguió editándose en Luque y posteriormente en Piribebuy, hasta el número 759 (14 de noviembre de 1868) con papel elaborado con fibras de caraguatá.
El mismo Ildefonso Bermejo dirigía simultáneamente una publicación llamada “Eco del Paraguay”, cuyo primer número vio la luz en abril de 1855. Éste se denominaba Periódico político, industrial, comercial y literario. Subsistió hasta el 9 de abril de 1857 con el número 108.
Bermejo fundó igualmente “La Aurora”, periódico del Aula de Filosofía, de efímera vida, en el que colaboraban los alumnos e intelectuales destacados.
Durante el gobierno de Carlos Antonio López la política  cultural era la de “Gobernar es enseñar”, en sus haberes se restablece la enseñanza Superior por medio de la creación  de la Academia Literaria, el Colegio Nacional, el Seminario, las Escuelas de Medicina, Derecho, Matemática y Latín, cuyos estudiantes intelectuales  que integraron el conjunto pionero de “La Aurora” fueron quienes impulsaron la actividad literaria del Paraguay y quienes  durante la contienda de la guerra de la Triple Alianza  se desempeñaron en la actividad periodística.

## Periódicos de la guerra

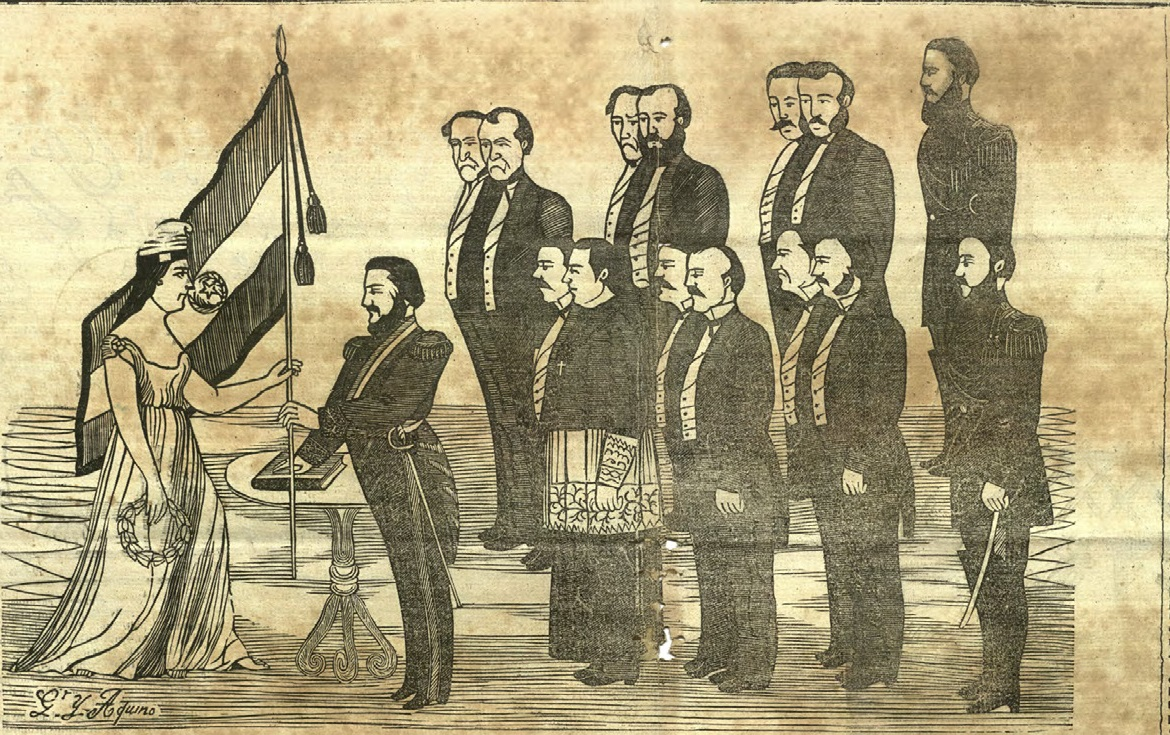
Ilustraciones del periódico Cabichuí.

Durante el transcurso de la guerra de la Triple Alianza (1864-1870), emergieron diversos periódicos que reflejaron las dinámicas del conflicto y sirvieron como vehículos de propaganda y comunicación. Entre ellos, El Centinela (1867-1868), Cabichuí (1867-1868), Cacique Lambaré (1867-1868) y Estrella (1869). Estos periódicos, en su mayoría de carácter satírico y bélico, fueron producidos en diversas localidades como Paso Pucú, Asunción, Luque y Piribebuy, y jugaron un papel crucial en la difusión de información durante la guerra.
Cabichuí se publicó en la localidad de Paso Pucú, mientras que Cacique Lambaré se distribuyó en Asunción y Luque, siendo redactado en idioma guaraní por el presbítero Francisco S. Espínola. Por su parte, Estrella fue editado en Piribebuy entre febrero y julio de 1869 bajo la dirección del sacerdote Gerónimo Bechis. Cabe destacar que a partir de 1866, en Paraguay se inició la producción de papel y tinta utilizando materias primas autóctonas, lo que facilitó la impresión de periódicos en condiciones de escasez de recursos.
Entre las características distintivas de estos periódicos, sobresale la introducción de publicaciones autodenominadas satíricas, cuyos contenidos se redactaban principalmente en guaraní y eran ilustrados mediante xilograbado en madera, una técnica de impresión que permitió incorporar imágenes en las publicaciones de la época.
Uno de los periódicos más relevantes fue El Centinela, que apareció el 25 de abril de 1867. Este periódico satírico de propaganda bélica tenía como objetivo alentar a las fuerzas paraguayas mediante un tono burlesco, utilizando el idioma guaraní para ridiculizar a los gobernantes de las naciones enemigas. Los artículos eran redactados por el boliviano Tristán Roca. El Centinela dejó de publicarse el 26 de diciembre de 1867, con su número 36 como último ejemplar.
Posteriormente, en la posguerra, el periodismo experimentó un notable auge, convirtiéndose en el principal medio de comunicación pública en Paraguay. Un rasgo distintivo de los periódicos de la época fue la incorporación de la ilustración mediante el grabado, lo cual representó una innovación significativa en la prensa de la región.